# 保利達告訊報誹謗案
保利達告訊報誹謗案是一起澳門及香港地產發展商保利達洋行有限公司控告澳門中文報章《訊報》及其專欄作家李江「誹謗」、「侮辱」、「公開及詆毀」的案件。2017年，《訊報》就「海一居事件」發表了一系列評論文章，當中兩篇的標題分別為「發展商涉嫌詐騙跡象明顯」和「『霸王合同』令苦主勝訴無門」。保利達認為相關評論涉嫌「誇大其詞」和「措辭失當」、損害其名譽，在沒有要求對方澄清下直接提告，控告《訊報》和評論文章的作者李江「誹謗」，並循民事訴訟要求李江、周仲屏及《訊報》支付200萬澳門元非財產損害賠償。被告人否認控罪，表示所寫的內容都有根據，又認為是控方「斷章取義」和「歪曲事實」的誣告，以及被人用法律手段威逼「收聲（閉嘴）」。
該案件是澳門新聞史上首次有大型企業成功檢控新聞媒體或時事評論員在公開評論公眾事件時涉嫌觸犯誹謗罪，亦被指是大型企業有部署地打壓澳門言論自由及新聞自由的一種嘗試。澳門傳媒工作者協會表示，事件對維護澳門社會多元言論、自由討論等普世價值已產生負面效果和影響，對此感到非常擔心；又指過去數年來澳門的傳媒生態和言論自由等方面持續惡化，對社會事件提出質詢和批評是作為第四階級的應有責任，阻止新聞以及言論環境惡化的有效方法是堅持獨立發聲。
2018年12月17日，澳門初級法院合議庭主席周艷平宣判，李江和周仲屏刑事罪名不成立，但需支付民事賠償5萬澳門元；李江聞判後表示會上訴。2019年5月2日，澳門中級法院廢止初級法院的民事事宜判決，改判保利達洋行有限公司的民事索償請求不成立，保利達需負責堂費。

## 事件背景

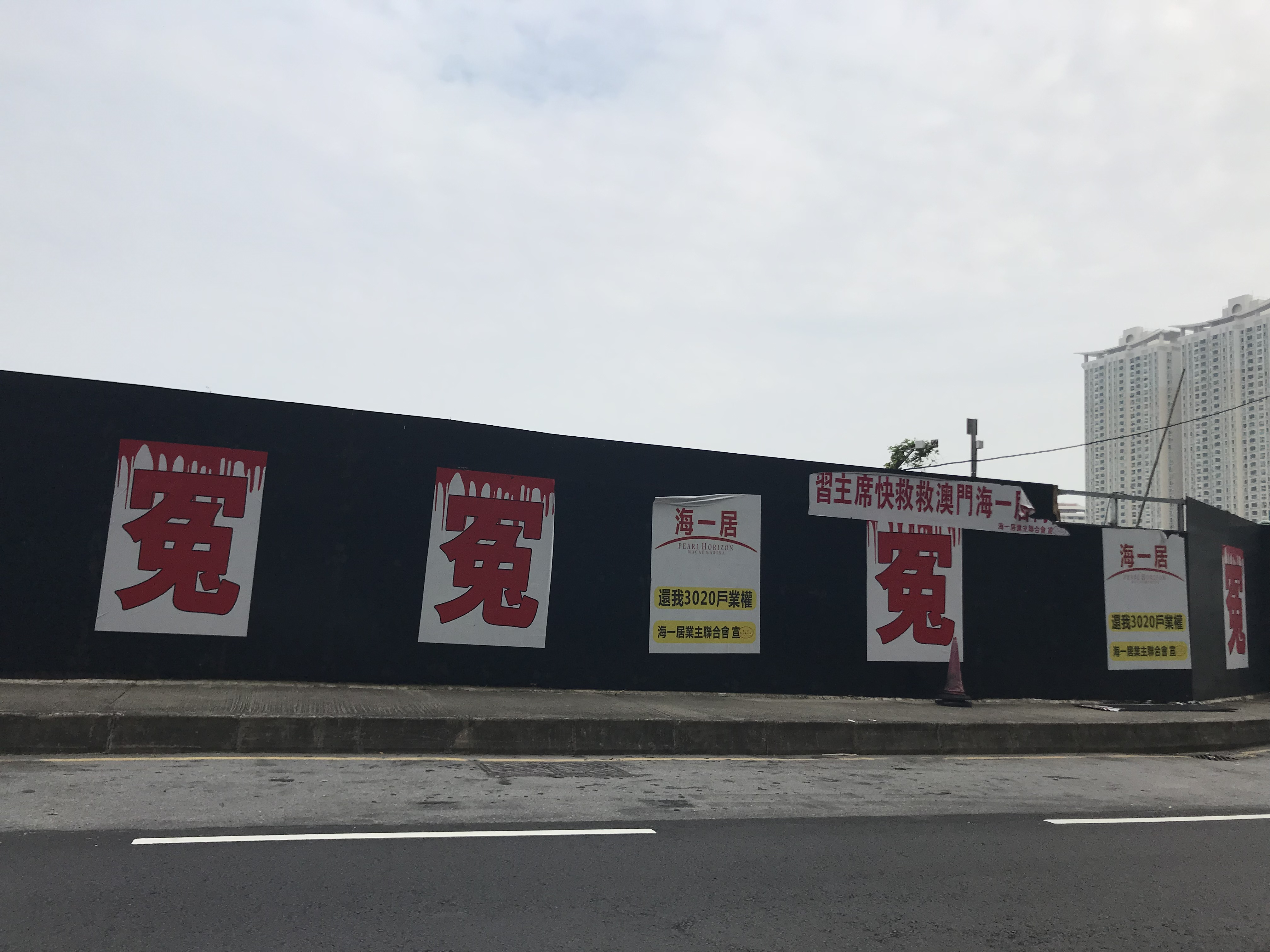
原海一居地盤圍牆外被掛上標語

1990年，澳葡政府向保利達批出黑沙環新填海區土地作紡織工業用途，租賃期為25年。澳門立法會直選議員汪長南批評，澳葡政府單憑保利達遞交的一個紙上談兵的計劃而批給保利達18公頃土地，又獲得政府手中獲有的百分之五基本額的一大半；他指政府在誤導公眾的情況下將保利達的「紡織城計劃」描述成「澳門工業的救星」，質疑有人將利益輸送合理化。
2006年，澳門特別行政區政府批准黑沙環土地改為商住用途。2009年10月，保利達遞交「海一居」第一份整個項目的發展圖則，翌年開始預售「樓花」。2011年1月，土地工務運輸局批准方案，在其後兩年多時間分別要求保利達就環境、噪音、水質、嗅氣等提交評估報告，後來「海一居」的圖則在2013年10月被當局批准。2014年7月，保利達獲得所需准照，由於25年的土地租賃期將於2015年屆滿，故保利達只剩下一年半時間去完成18幢50層高的「海一居」住宅項目，如項目未能如期完成，屆時項目所有工程很可能必須停工。根據澳門2013年實施的新《土地法》，為了防止發展商囤積土地，政府有權收回在發展限期前未落成的土地租賃權而不作賠償，而保利達在2010年即新《樓花法》在2013年5月生效前已開始預售樓花，且已全數售出3,020個以樓花型式銷售的單位，涉及銷售金額約120億澳門幣。
2015年12月25日，保利達集團沒有按時完成投資項目，地皮臨時批租期屆滿，有數百名業主被波及，引發轟動及影響至今的「海一居事件」。2016年2月，保利達請求行政法院勒令澳門行政長官延長批給合同期5年，結果被駁回，同年6月9日，保利達向澳門中級法院提出保全程序，結果再度被駁回。2018年5月23日，澳門特別行政區終審法院裁定保利達集團敗訴，特區政府合法收回相關閒置土地。
2018年6月7日，27名澳門立法會議員向保利達集團主要股東柯為湘發出聯署信函，要求保利達集團及其屬下保利達洋行盡快向原海一居項目購買者退還相關樓款，履行有關合約責任及社會責任。

## 提告及過程

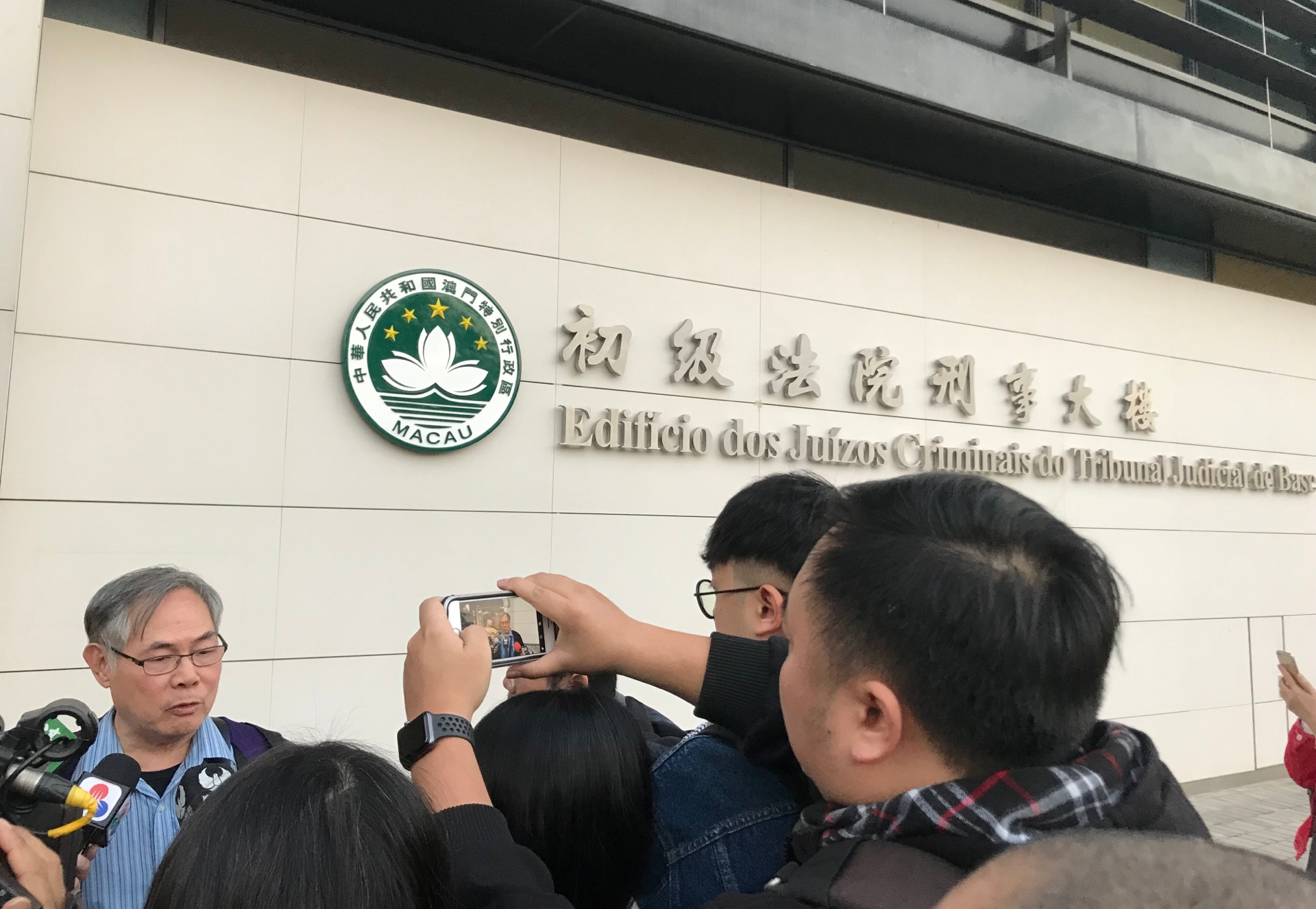
在初級法院外接受傳媒採訪的《訊報》專欄作家李江

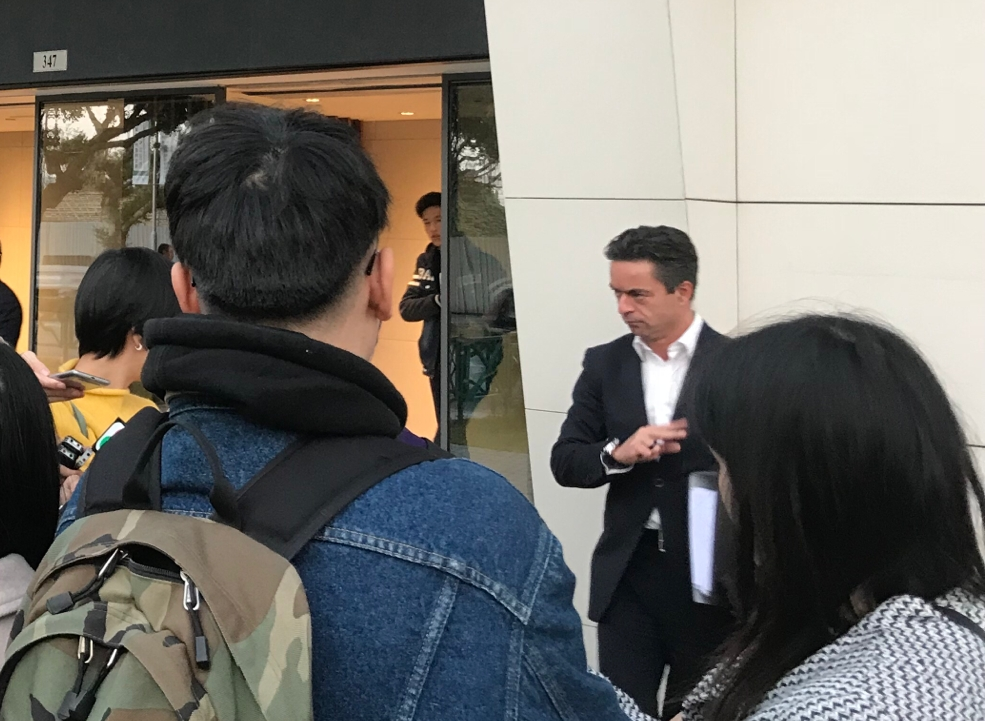
辯方律師江偉略（Paulo Gonçalves）

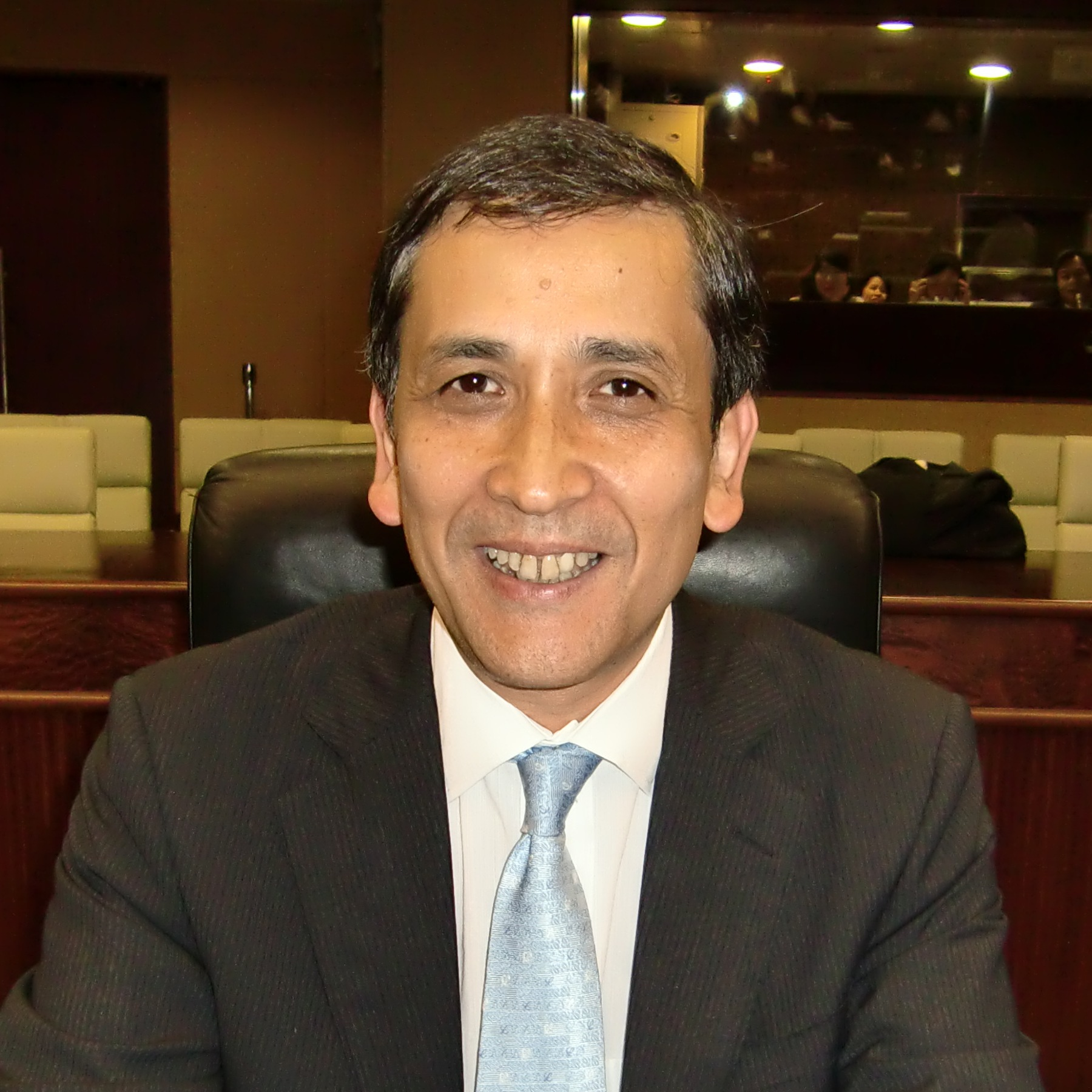
保利達的代表律師、前澳門立法會間選議員歐安利

2017年起，澳門中文媒體《訊報》就「海一居事件」發表了一系列評論文章，保利達認為《訊報》的評論文章的相關評論涉嫌「誇大其詞」和「措辭失當」，損害其名譽，在沒有先要求對方澄清下控告《訊報》和評論文章的作者李江「誹謗」、「侮辱」、「公開及詆毀」。李江否認控罪，表示所寫的內容都有根據，又認為是控方「斷章取義」和「歪曲事實」的誣告，以及被人用法律手段威逼「收聲」。保利達的代表律師、前澳門立法會議員歐安利認為該案件是「看看新聞自由及居民聲譽有衝突時法院會如何處理的好機會」。他曾建議保利達不要提告，認為「澳門社會，政治上複雜性，海一居一個合約問題，變成一個大的政治問題。有好多政治背景。」當被傳媒問及保利達為何不先要求《訊報》澄清而是直接提告，歐安利說︰「是一個很大的政治味道，香港人不懂澳門的實際環境，希望忍得下就忍，忍到忍不住就沒有辦法。」
案件在2018年10月3日開審，之後分別在10月26日、11月16日和11月23日續審，宣判日期則定於12月17日。

### 結案陳詞
結案陳詞在11月23日進行，《澳亞衛視》報導，周仲屏在聲明中「批評保利達的指控，對評論文章斷章取義，強調文章為公不為私」，而李江則辯稱「雖然評論文章中有語法錯誤，但不影響文章用義，批評控方扭曲文章原意，又否認文章虛構和誹謗」。控方律師歐安利在結案陳詞時重申保利達沒有更改過圖則，認為被告在沒有查清事實和參考法律意見的情況下就評論海一居事件，是濫用新聞自由和不負責任，認為被告導致保利達洋行的名譽受損，以及影響保利達將來業務的運作。辯方律師江偉略（Paulo Gonçalves）則指出，保利達在買家簽約前從未主動透露過海一居的土地批給快將到期，而且不一定獲得續期，讓人覺得感覺是欺騙的行為，他又指出李江的文章多次使用「假設」，證明文章並無針對和誹謗的意思，相關文章也在實際上沒有導致保利達不能運作，江偉略又強調新聞工作者有表達思想自由的權利，被告不應被歸責。
《澳門日報》報導，歐安利於結案陳詞中說「作為新聞從業員，在刊登內容前理應調查事件的真實性才向大眾提供正確而真實的資訊」，又指媒體「具有兩面性，當中可以是危險的武器，倘運用不當則有機會導致他人的聲譽受損、讓保利達感到害怕。斥責涉案文章的部分內容純屬虛構，對小業主、保利達來說更是落井下石」。江偉略則說「案中看不見涉案的文章對保利達的損失有直接關係」，又表示《訊報》不是第一家指出「擾攘經年的海一居事件」的問題的媒體，並估計有約50篇葡文媒體文章曾以「陷阱」等字眼描述該事件，而早前終審法院、初級法院的有關裁決已經是最好的佐證（裁決結果是保利達集團敗訴，特區政府合法收回相關閒置土地）。此外，辯方律師指出「媒體有保護消息來源的義務，《訊報》有可能是基於收到的資訊而作出評論」。
《論盡媒體》報導，控方律師歐安利在結案陳詞時表示言論自由有限制，又說李江的文章有很多內容都不是事實，當中的指控都不是建基於真實的資料，認為寫文章要有核實內容的責任，否則便要負上應有的責任，他又認為保利達被政府收回土地已經很慘，被告還要用假話去攻擊保利達，是「落井下石」的行為。辯方律師江偉略則表示保利達交不出樓給買家且沒有向買家賠償，沒有履行作為發展商的責任，是詐騙行為。他又表示看不到李江所寫的文章與保利達的損失有直接關係，李江的文章沒有導致保利達無法運作，且李江只是發表意見，沒有任何不法的行為，指出思想的自由應該要受到保障。江偉略又指李江在寫文章時相信自己掌握的資訊的是真實的，而且沒有人包括檢察院都未必能夠完全掌握真相，然而保利達卻要李江完全掌握真相才可以寫評論並不可能，而且李江一直都只是提出問題和要求有關部門進行調查，不存在誹謗或侮辱。

### 宣判
2018年12月17日，初級法院合議庭主席周艷平宣判訊報總編輯李江和周仲屏刑事罪名不成立，但需支付民事賠償5萬澳門元，李江聞判後表示會上訴。
2019年5月2日，澳門中級法院，廢止初級法院的民事事宜判決，改判保利達的民事索償請求不成立，保利達需負責堂費。中級法院組成合議庭認為在原審的已證事實中，不存在李江發表評論是意圖誹謗保利達，無逾越客觀評論範疇，在民事方面亦不屬違法。

## 媒體評論
澳門中葡雙語報章《澳門平台》有評論文章指，保利達告《訊報》是企圖使澳門的媒體、記者、作者、評論員等對「海一居事件」起寒蟬效應，亦是大型企業打壓澳門言論自由及新聞自由的一種嘗試，若然得逞，將是澳門新聞工作者的悲劇。
澳門英語媒體《商訊》社長雅士達（Paulo A. Azevedo）表示希望保利達控告《訊報》及專欄作家李江一事能被公平地解決，他指出媒體提出的意見是自由且誠實的，某些企業集團不應因違背承諾和影響了數百名居民的生活而惱羞成怒，他又表示如果有企業無法按時完成投資項目、沒有尊重已付錢的客戶和不願意接受批評，那澳門政府就應該以此作為一個經驗教訓，讓政府日後判斷誰有資格在一些土地上進行投資時以此為據。
澳門傳媒工作者協會表示，事件對維護澳門社會多元言論、自由討論等普世價值已產生負面效果和影響，對此感到非常擔心，又指過去數年來當地的傳媒生態和言論自由等方面持續惡化，指出對社會事件提出質詢和批評是作為第四階級的應有責任，相信阻止新聞以及言論環境惡化的有效方法是堅持獨立發聲。

## 外部連結
- 澳門言論自由、新聞自由事件簿（页面存档备份，存于）, 論盡媒體
- 不透明和不負責任（页面存档备份，存于）, 澳門每日時報
- 初院對訊報案裁決不合邏輯不符常理違反常識　歪理長期掩蓋真理令媒體全社會皆輸 （页面存档备份，存于）, 甄慶悅